# فرد لوري
فرد لوري (بالإنجليزية: Fred Lowery)‏ هو موسيقي أمريكي، ولد في 2 نوفمبر 1909، وتوفي في 11 ديسمبر 1984.

## وصلات خارجية
- فرد لوري على موقع IMDb (الإنجليزية)
- فرد لوري على موقع ميوزك برينز (الإنجليزية)
- فرد لوري على موقع ديسكوغز (الإنجليزية)
- فرد لوري على موقع قاعدة بيانات الفيلم (الإنجليزية)